# Jean-Noël Amonome
Jean-Noël Amonome, né le 24 décembre 1997 à Libreville, est un footballeur international gabonais, qui joue au poste de gardien de but.

## Biographie

### En club
Jean-Noël Amonome commence sa carrière au sein du FC 105 Libreville dans sa ville natale. En 2020, il rejoint l'Afrique du Sud et l'AmaZulu FC. Il est immédiatement prêté au Royal Eagles FC, qui évolue alors en deuxième division. Titularisé à sept reprises, il ne parvient pas à permettre au club de se maintenir. Lors de la saison 2020-2021, il est prêté à l'Uthongathi FC.

### En sélection
Jean-Noël Amonome honore sa première cape pour le Gabon le 25 mars 2021 face à la République démocratique du Congo, dans le cadre des qualifications à la CAN 2021. Les Gabonais s'imposent 3-0 et se qualifient pour la phase finale de la compétition. Amonome s'impose comme titulaire à partir du mois d'octobre 2021.
Il est par la suite sélectionné par Patrice Neveu pour participer à la Coupe d'Afrique des nations 2021 disputée au Cameroun. Il dispute l'intégralité des matchs de poules, durant lesquels les Panthères obtiennent une victoire et deux matchs nuls, et terminent à la deuxième place de leur groupe. Face au Burkina Faso en huitièmes de finale, Amonome est devancé par Bertrand Traoré pour l'ouverture du score burkinabée, mais réalise par la suite un match remarqué et permet à ses coéquipiers de rester dans le match, qui égaliseront dans le temps additionnel. Les équipes se départagent finalement aux tirs au but où, malgré un arrêt d'Amonome sur la tentative d'Abdoul Tapsoba, ce sont finalement les Burkinabés qui s'imposent 7 tirs au but à 6,.